# Carel de Haseth
Carel Pieter de Haseth (Curaçao, 22 september 1950) is een Nederlands-Antilliaans apotheker, politicus (Gevolmachtigd minister van de Nederlandse Antillen), dichter en schrijver. Hij ontving verschillende onderscheidingen.

## Opleiding
Carel de Haseth behaalde zijn diploma Gymnasium-bèta op Curaçao in 1968. Hij ging naar Nederland en studeerde farmacie aan de Rijksuniversiteit Leiden (doctoraal in 1975), waarna hij in 1976 aan dezelfde universiteit het apothekersdiploma behaalde.

## Werk: apotheker
De Haseth was Hoofd van de Apotheek en Centrale Sterilisatie van het Sint Elisabeth Hospitaal op Curaçao van 1976 tot 1994 en opnieuw van 1998 tot 1999. De Haseth was lid van de commissie wetswijziging inzake wetgeving op farmaceutisch gebied, lid van de landelijke Formulariumcommissie ingesteld door de regering van de Nederlandse Antillen, lid van de Stichting Leerstoel voor Milieu en Ontwikkeling, lid van de Commissie Beroepsopleiding Huisartsen, referent van de United States Pharmacopoeia Dispensing Information, penningmeester van het Caribbean Institute of Perinatology Ltd.. Verder was hij voorzitter (namens de faculteit der medische wetenschappen van de Rijksuniversiteit Groningen) van de Onderwijscommissie in het St. Elisabeth Hospitaal, voorzitter van de Examencommissie Apothekers en Apothekersassistenten en voorzitter van de Geneesmiddelen Registratie Commissie van de Nederlandse Antillen.

### Farmaceutische publicaties
Met A.E.C. Saleh en R.A. Martinez stelde hij het Sint Elisabeth Formularium (1978) op. Met K.Berend schreef hij een Handleiding parenterale voeding (1985). Hij publiceerde verder op het gebied van de farmaceutica in onder meer het Pharmaceutisch Weekblad, Pharm.Acta Helv., J.Clin.Pharmacol., ESRA News & Views en het Militair Geneeskundig Tijdschrift.

## Politiek
De Haseth is prominent aanwezig binnen de Antilliaanse politieke partij PAR: penningmeester in 1998-1999 en opnieuw sinds 2006, en secretaris in 2005. In 1994 werd hij benoemd tot Gevolmachtigd minister van de Nederlandse Antillen, met Den Haag als standplaats. Hij diende in die functie ook van 2000 tot 2003 en in de maanden juni-juli 2004. Vervolgens werd hij secretaris/adviseur van de minister-president van de Nederlandse Antillen, en sinds 2006 Raadsadviseur van de Nederlandse Antillen.

### Nevenfuncties
Daarnaast vervulde hij verschillende nevenfuncties:
- Lid van het door mr. Pieter van Vollenhoven voorgezeten Comité 2004 voor samenwerking tussen Nederland en de Nederlandse Antillen, 2002 – 2004
- Externe voorzitter voorbereidingsgroep Haalbaarheidsstudie Trustfund voor het Natuurbeheer op de Nederlandse Antillen, 2003 – 2004
- Plaatsvervangend lid voor Nederland in het bestuur van de European Union Monitoring Committee on Racism and Xenophobia (EUMC), 2004
- Voorzitter externe onderzoekscommissie inzake het woonwagenbeleid voor de Gemeente Den Haag, 2004
- Lid van de Commissie Aanwijzing Buitenlandse Universiteiten
- Curator en lid van de bestuurscommissie (dagelijks bestuur) van de Universiteit van de Nederlandse Antillen (UNA).
- Vertegenwoordiger van de Rijksuniversiteit Groningen in commissie over opleiding coassistenten

## Cultuur
Carel de Haseth was redactielid van het tijdschrift Watapana (1969-1974), medeoprichter van Uitgeverij Flamboyant/P (1974), redacteur van het tijdschrift Kristòf (1976 – heden), medewerker van de Ñapa (weekendbijlage van de Amigoe) (1976-1994) en columnist van het Algemeen Dagblad Caribische editie (1999-2001). Zijn werk verscheen ook in De Gids, Kruispunt en Preludium. Carel de Haseth schrijft zijn werk zowel in het Papiaments als het Nederlands.

### Culturele functies
- Secretaris Filmliga Curaçao
- Lid Fundashon 'Pro Museo'
- Lid Fundashon pa Pòrtretamentu di Antianonan di Renombre
- Lid Cultureel Comité Fortkerk en Museumcommissie Fortkerk
- Lid Alex Curiel Fonds
- Penningmeester van de Fundashon Pierre Lauffer
- Lid Konseho Kultural Kòrsou van het Eilandgebied Curaçao
- Ambassadeur voor het Nationaal Monument Slavernijverleden, 2001
- Bestuurslid Stichting Monuments of the Dutch West India Company (Foundation MoWIC), 2001 – heden
- Bestuurslid Stichting Winternachten, Den Haag, 2002-2004
- Landendeskundige Nederlandse Antillen bij het Koninklijk Instituut voor de Tropen in Amsterdam, 2004
- Bestuurslid Stichting het Curaçaosch Museum, 2007 – heden
- Lid van de jury van de Libris Literatuur Prijs 2009

### Literaire boekpublicaties
- 3 dagen vóór Eva (1969), poëzie
- Berceuse voor teleurgestelden (1975), poëzie
- Bida na koló/Kleuren van leven (1981), poëzie bij werk van José Maria Capricorne, herdrukt als Kleuren van leven: Antilliaanse dieren van Capricorne/Bida na koló: bestianan di Capricorne (1989)
- Poesia venená (1985), poëzie
- Katibu di Shon (1988), novelle, in 1989 bekroond met de Cola Debrotprijs. Tweede druk als schooleditie, FPI, Curaçao 2008. (Duitse vertaling: Sklave und Herr, door Jan A. van der Brugge, 2007; Nederlandse vertaling Slaaf en Meester, door Chila Bolivar en Carel de Haseth, verschenen in 2002 samen met Slavernij en de memorie van Cynthia McLeod; en als afzonderlijke boekuitgave, en met herziene tekst in 2008)
- Zolang er kusten zijn (1994), poëzie, (2de druk 2001)
- Tot Memorie/Slaaf en Meester (2001), proza

## Onderscheidingen
- Premio Cola Debrot van het Eilandgebied Curaçao (1989)
- Orden Francisco de Miranda de Primera Clase (1998)
- Officier in de Orde van Oranje Nassau (1999)
- Boeli van Leeuwenprijs 2013 − voor opera Katibu di Shon (Slaaf en Meester), samen met Tania Kross en Randal Corsen